# آبخیزداری
آبخیزداری (به انگلیسی: Watershed management)، مطالعهٔ ویژگی‌های یک حوضهٔ آبخیز و فرایند بررسی و اجرای طرح‌ها و برنامه‌ها با هدف توزیع پایدار منابع حوضهٔ آبخیز و تضمین پایداری کارکردهای آن با توجه به تأثیری است که بر پوشش گیاهی و جانوری و انسانی آن حوضه دارد.
در یک طرح آبخیزداری سعی می‌شود با شناخت ظرفیت‌ها و قابلیت‌های مختلف یک منطقه جغرافیایی محدود شده در قالب یک حوزه آبخیز، ضمن حل مشکلات مختلف بوم‌شناسی، زیرساختی، انسانی، زیستی و … بیشترین بهره‌برداری انسانی در جهت رفاه حال آبخیزنشینان، در کنار تضمین توسعه پایدار آبخیز انجام شود.
مشخصه‌های یک حوزه آبخیز که سازمان‌ها به دنبال مدیریت آن هستند شامل تأمین آب، کیفیت آب، زه‌کشی، رواناب فاضلاب‌های سطحی، حقوق آب و برنامه‌ریزی کلی و بهره‌برداری از آبخیز هستند. زمین‌داران، آژانس‌های کاربری زمین، متخصصان مدیریت فاضلاب‌های سطحی، متخصصان محیط زیست، نقشه‌بردارهای منابع آبی و جوامع همه نقش اساسی در مدیریت آبخیز ایفا می‌کنند.

## کنترل آلودگی
در سامانه‌ها و روش‌های مربوط به کشاورزی، شیوه‌های مرسوم برای کنترل آلودگی، استفاده از نوارهای میانگیر، راه‌آب‌های علفی، ایجاد و احیای تالاب‌ها و همچنین به‌کارگیری اشکال مختلف کشاورزی پایدار مانند خاک‌ورزی حفاظتی، تناوب کشت و کشت درهم است. پس از انجام برخی اقدامات مشخص برای کنترل آلودی، به‌طور مداوم این سیستم‌ها تحت نظارت قرار می‌گیرد تا از کارکرد صحیح آنها در جهت بهبود کیفیت محیط اطمینان حاصل شود.
در محیط‌های شهری، مدیریت مناطق برای جلوگیری از فرسایش خاک و کنترل جریان آب‌های سطحی چند مورد از حوزه‌هایی هستند که مورد توجه قرار می‌گیرند. چند نمونه از روش‌های مورد استفاده برای مدیریت روان‌آب‌های سطحی قبل از رسیدن به کانال عبارتند از: حوضچه‌های نگهداری، سامانه‌های پالایش و تالاب‌ها هستند. مهم است که روان‌آب برای نفوذ (آب‌شناسی) به خاک فرصت داده شود تا خاک و پوشش گیاهی بتوانند به عنوان «صافی» قبل از رسیدن آب به جویبارها یا دریاچه‌ها عمل کنند. در مورد پیشگیری از فرسایش خاک، چند روش رایج به‌کارگیری از حصارهای گل‌ولای، روکش‌های پلاستیکی منظره دربردارندهٔ دانه‌های علف و بذرکاری دوغابی است. هدف اصلی در همه موارد، کاهش حرکت آب به منظور جلوگیری از انتقال خاک است.